# Васил Самарски
Васил Стефанов Самарски български политик и общественик.
Роден е на 4 ноември 1969 г. в Казанлък. Завършва УНСС, София по специалност „Икономика и управление на индустрията“.
Председател е на Областния съвет на БСП в Стара Загора от 1 юли 2013 до 11 юли 2016 г. До 2015 г. е общински съветник от БСП и е ръководител на групата съветници на левицата в Общинския съвет в Казанлък.
Председател е на Общинския съвет в Казанлък: мандат 2003 – 2007 г. и мандат 2007 – 2011 г. Под неговото председателство и инициативност на 7 май 2008 г. стартира Първият електронен общински съвет в Република България, който и до днес работи в този формат.
Автор е на редица наредби за регионално развитие, на множество инициативи за добруването на местната общност и на кампании, свързани с младежите в община Казанлък. Законодателни инициативи в Република България насърчава чрез Управителния съвет на Националната асоциация на председателите на общински съвети в Република България, в чието ръководство е 2 мандата. Член е пореден мандат в УС на Асоциацията на българските радио- и телевизионни оператори (АБРО) като собственик на електронни медии. Заместник-председател е на Националната комисия за етика в електронните медии, 2 мандата.
Председател на Народно читалище „Искра – 1860“, Казанлък.
Почива на 20 май 2021 г. след заразяване с Ковид-19.